# Porto di Termoli

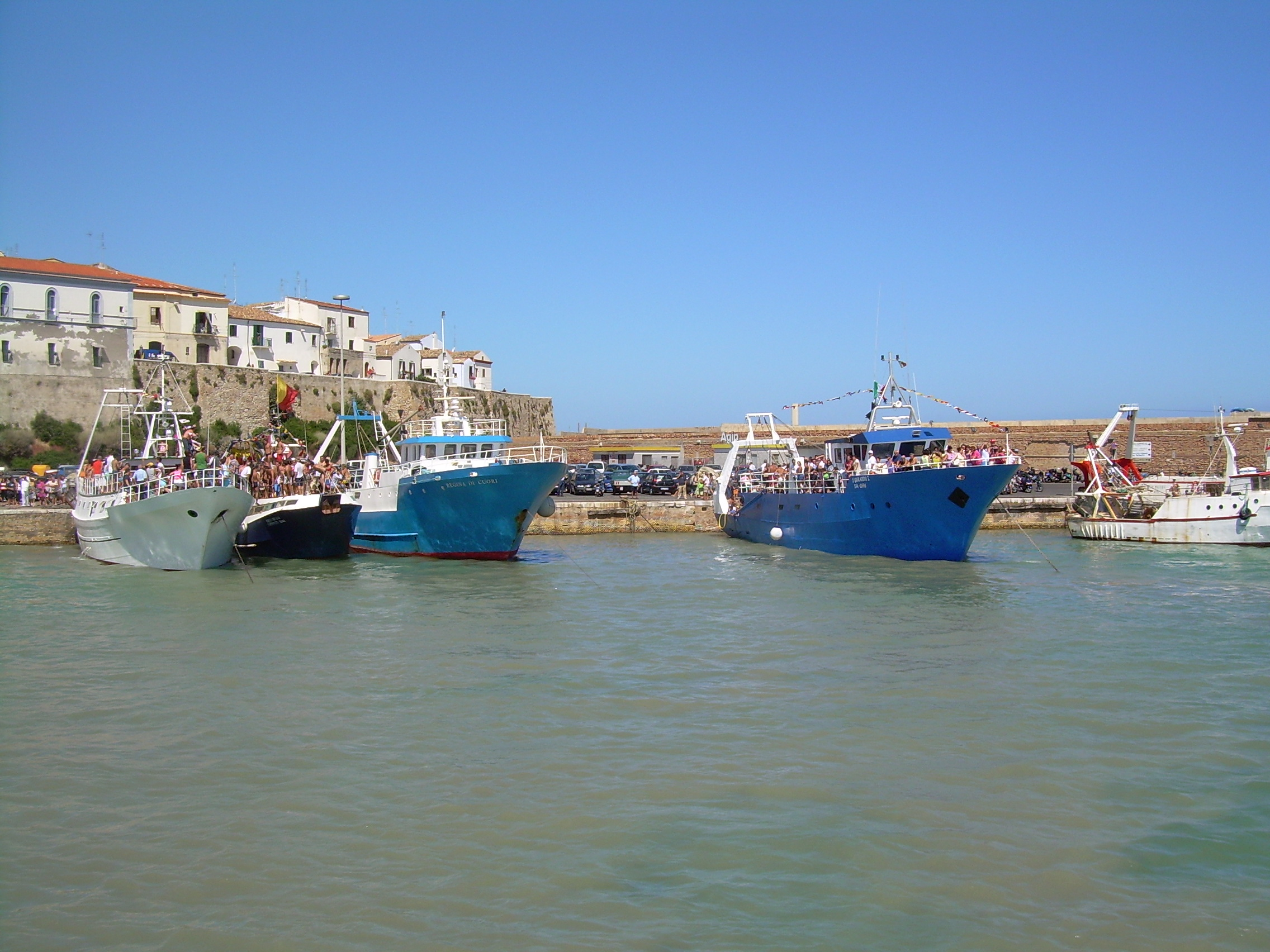
Il porto visto dal mare

Il porto di Termoli (III classe), è un porto passeggeri, peschereccio e turistico per diporto del Mar Adriatico, situato nel comune di Termoli in provincia di Campobasso.

## Descrizione
L'infrastruttura è caratterizzata dalla presenza di tre moli: quelli sud della marina di San Pietro adibiti a porticciolo turistico e quello nord (lungo circa 1.200 m), ospita i cantieri navali di Termoli (CNT), attualmente gravati da una crisi societaria. La banchina tra il molo sud e il braccio ospita, come la prima parte del braccio portuale stesso, il porto peschereccio e i mezzi della Guardia Costiera e della Guardia di Finanza mentre la seconda parte del braccio accoglie le navi passeggeri dirette alle Isole Tremiti, con cui i collegamenti sono garantiti tutto l'anno, e saltuariamente anche alcuni collegamenti con la Croazia. La banchina antistante l'area dei Cantieri Navali Termoli (molo sud-est) ha attualmente una destinazione ad uso promiscuo con ormeggio di navi in disarmo e pescherecci in transito vista l'impossibilità di attivare traffici commerciali.
Nel corso dell'anno, data la vastità dell'area a ridosso del centro cittadino, è utilizzato anche per feste popolari (tra queste l'annuale ricorrenza della "Sagra del pesce") o concerti. Nel mese di ottobre 2007 è stato organizzato anche un motoraduno mondiale di Harley Davidson (5° H.O.G. Italian National Rally).
Nel 2007, il flusso annuo di passeggeri è stato di circa 241.000 unità mentre la quantità annua di pescato si sono aggirate attorno alle 1200 tonnellate.
Il porto si estende per un'area di 45.000 m² ed impiega circa 500 operatori.
Dal 2003 i fondali dell'avamporto sono passati da 4,5 m a 5 m e possono accedervi barche per un massimo di 30 m di lunghezza (molo turistico).
Il porto ospita circa 120 imbarcazioni da pesca di cui solo 10 praticano la piccola pesca.

## Marina di San Pietro
Il porto turistico di Termoli, recentemente ampliato con la costruzione di un nuovo molo parallelo a quello già esistente, dispone di circa 300 posti barca, dagli 8 ai 30 metri. Il Marina di San Pietro, aperto al pubblico nel 2009, dispone di 4 pontili e 2 banchine. La struttura ha ospitato imbarcazioni private di portata ragguardevole (40 m) in relazione alle dimensioni del porto stesso e offre servizi di diversi tipi ristoro compreso. L'approdo è di proprietà della Marinucci Yachting Club s.r.l..

## Destinazioni Passeggeri
- Isole Tremiti tramite Tirrenia di Navigazione e Navigazione Libera del Golfo

## Merci imbarcate e sbarcate negli anni 2007 e 2008
| Anno         | Merci sbarcate (t) | Merci imbarcate (t) | Totale (t) |
| 2007         | 13.000             | 398.000             | 412.000    |
| 2008         | 5.000              | 343.000             | 349.000    |
| Fonte: Istat |                    |                     |            |

## Passeggeri imbarcati e sbarcati negli anni 2006 e 2007
| Anno         | Sbarchi | Imbarchi | Totale  |
| 2006         | 103.000 | 103.000  | 206.000 |
| 2007         | 125.000 | 116.000  | 241.000 |
| Fonte: Istat |         |          |         |

## Servizi
Elenco dei servizi del porto:
- Rimorchio portuale
- Pilotaggio
- Ormeggiatori
- Sommozzatori
- Scalo di alaggio
- Approvvigionamento idrico
- Depositi gasolio sif e benzina (h24) o autobotte
- Guardinaggio
- Agenzie marittime
- Ritiro rifiuti
- Magazzino per le forniture ai pescherecci
- 2 officine meccaniche
- Fornitura di ghiaccio con produzione giornaliera di 60 quintali
- 20 frigoriferi per la conservazione del pesce
- Cavi per l'approvvigionamento elettrico
- Illuminazione banchine
- Gru fissa fino a 20 t
- Gru mobile fino a 250 t
- Rimessaggio all'aperto
- Riparazione motori
- Riparazioni elettriche
- Riparazione scafi in legno, VTR ed acciaio
- Servizi igienici
- Rifornimento alimentare in città
- Parcheggio auto
- Cabina telefonica
- Bar/ristoro